# Награда имени Ирвинга Тальберга

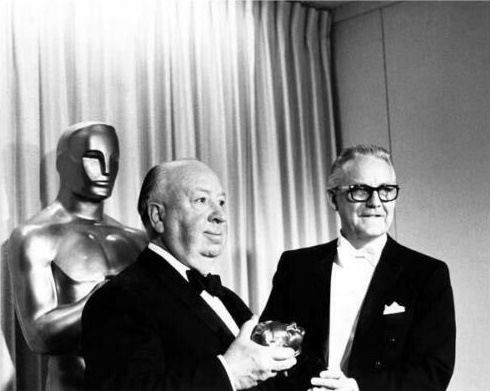
Альфред Хичкок получает награду имени Ирвинга Тальберга в 1968 году

Награда имени Ирвинга Тальберга (англ. Irving G. Thalberg Memorial Award) — престижная премия американской киноакадемии, вручается за выдающийся продюсерский вклад в развитие кинопроизводства. Премия названа в честь Ирвинга Тальберга, легендарного руководителя производственного отдела компании Metro-Goldwyn-Mayer. Была учреждена американской киноакадемией в 1937 году (на следующий год после смерти Тальберга) и впервые вручена на 10-й церемонии в 1938 году. Долгое время вручалась во время основной церемонии вручения наград премии «Оскар». С 2009 года награждение проходит на отдельной церемонии Премии губернатора в ноябре, вместе с другими специальными наградами.
Награда считается очень редкой, так как вручается не каждый год: с 1938 по 2025 она была вручена только 40 раз. Дэррил Занук получил награду трижды — в 1938, 1945 и 1951 годах, а Хэл Уоллис — дважды, в 1939 и 1944. В 1962 году Совет управляющих киноакадемии голосованием принял решение, что ни одно лицо не имеет права на получение награды имени Ирвинга Тальберга более одного раза; данное правило актуально и по сегодняшний день.

## Статуэтка
Награда представляет собой не привычную статуэтку «Оскара», а небольшую бронзовую голову Ирвинга Тальберга. Изначально, в макете Бернарда Софера, она была установлена на колонне из зелёного мрамора. В таком виде её получали первый лауреат Дэррил Ф. Занук и все, кто был удостоен этой награды до 1942 года.
Вдова Тальберга, актриса Норма Ширер заказала новый макет статуэтки за свой счёт. Теперь голова Тальберга была большего размера и закреплена на двух прямоугольных массивах чёрного мрамора. Ширер также разослала статуэтки нового дизайна всем предыдущим обладателям награды.
Третий дизайн статуэтки снова представлял голову Тальберга, установленную на чёрный постамент из мрамора; она была значительно тяжелее предыдущих. Долгое время её автор оставался неизвестным, или же её авторство приписывали Бернарду Соферу. В 2002 году стало известно имя скульптора — Гуальберто Рокки (итал. Gualberto Rocchi). В 1957 году он делал по заказу Нормы Ширер голову Ирвинга Тальберга в натуральную величину для вестибюля здания MGM в Калвер-Сити, и она была так впечатлена, что заказала уменьшенную копию для использования в качестве приза. Впервые обновлённая награда была вручена на 38-й церемонии «Оскара» в 1966 году и, с небольшими вариациями, этот дизайн сохранялся до 2018 года. В 1998 году производство передали компании RS Owens; в их версии, сохраняющей дизайн Рокки, голова из цельного куска бронзы покоится на более крупном основании из чёрного мрамора, чтобы компенсировать тяжесть верхней части. Она тяжелее статуэтки «Оскара» (10 ¾ фунтов), но ниже её (9 дюймов).
На церемонии 2024 года вместо прежней модели использовали обычную статуэтку «Оскара».

## Лауреаты
- 1938 — Дэррил Ф. Занук
- 1939 — Хэл Б. Уоллис
  - Номинанты[3]:

Дэррил Ф. Занук, Уолтер Уэнджер,
Джо Пастернак, Сэмюэл Голдвин,
Хант Стромберг, Дэвид О. Селзник
- 1940 — Дэвид О. Селзник
- 1942 — Уолт Дисней
- 1943 — Сидни Франклин
- 1944 — Хэл Б. Уоллис
- 1945 — Дэррил Ф. Занук
- 1947 — Сэмюэл Голдвин
- 1949 — Джерри Уолд
- 1951 — Дэррил Ф. Занук
- 1952 — Артур Фрид
- 1953 — Сесил Б. Демилль
- 1954 — Джордж Стивенс
- 1957 — Бадди Адлер
- 1959 — Джек Уорнер
- 1962 — Стэнли Крамер
- 1964 — Сэм Шпигель
- 1966 — Уильям Уайлер
- 1967 — Роберт Уайз
- 1968 — Альфред Хичкок
- 1971 — Ингмар Бергман
- 1974 — Лоуренс Вайнгартен
- 1976 — Мервин Лерой
- 1977 — Пандро С. Берман
- 1978 — Уолтер Мириш
- 1980 — Рэй Старк
- 1982 — Альберт Р. Брокколи
- 1987 — Стивен Спилберг
- 1988 — Билли Уайлдер
- 1991 — Дэвид Браун и Ричард Д. Занук
- 1992 — Джордж Лукас
- 1995 — Клинт Иствуд
- 1997 — Сол Зэнц
- 1999 — Норман Джуисон
- 2000 — Уоррен Битти
- 2001 — Дино Де Лаурентис
- 2009 — Джон Кэлли
- 2010 — Фрэнсис Форд Коппола
- 2018 — Кэтлин Кеннеди и Фрэнк Маршалл[4]
- 2024 — Барбара Брокколи и Майкл Г. Уилсон[5]